# Abunai!
Abunai! is een jaarlijkse Nederlandse animeconventie. 
Abunai! werd voor het eerst georganiseerd in 2003 door de commissie Konnichiwa aan de Universiteit Twente. Alhoewel er in 2003 nog maar een magere 200 bezoekers op de conventie waren, zijn de bezoekersaantallen in de loop der jaren gestaag doorgegroeid. In 2008, 2010, 2011 en 2012 had Abunai! zelfs meer bezoekers dan AnimeCon, de tot dan toe grootste animeconventie van Nederland.
Abunai! is onderdeel van de landelijke samenwerkingsgroep Anigenda.

## Geschiedenis
| Datum                | Locatie                        | (Unieke) Bezoekers | Thema                                          |
| -------------------- | ------------------------------ | ------------------ | ---------------------------------------------- |
| 13-14 september 2003 | Universiteit Twente, Enschede  | 190                | Abunai! 2003: All Weekend                      |
| 22-24 oktober 2004   | Universiteit Twente, Enschede  | 434                | Abunai! 2004: Cats Crossing                    |
| 9-10 september 2005  | Universiteit Twente, Enschede  | 563                | Abunai! 2005: Step Into The Past               |
| 27-29 oktober 2006   | Universiteit Twente, Enschede  | 1035               | Abunai! 2006: (Domo Arigato) Mr. Robotto       |
| 5-7 oktober 2007     | Universiteit Twente, Enschede  | 1261               | Abunai! 2007: A Weekend to Die For             |
| 26-28 september 2008 | Nieuwe Buitensociëteit, Zwolle | ± 1400             | Abunai! 2008: Legendary                        |
| 18-20 september 2009 | Nieuwe Buitensociëteit, Zwolle | ± 1600             | Abunai! 2009: Once More With Feeling           |
| 27-29 augustus 2010  | Koningshof, Veldhoven          | ± 2100             | Abunai! 2010: The Power Is Yours               |
| 26-28 augustus 2011  | Koningshof, Veldhoven          | 3019               | Abunai! 2011: Looking For Group                |
| 24-26 augustus 2012  | Koningshof, Veldhoven          | ± 3500             | Abunai! 2012: The Incredible Journey           |
| 23-25 augustus 2013  | Koningshof, Veldhoven          | ± 3900             | Abunai! 2013: Darkness Rising                  |
| 29-31 augustus 2014  | Koningshof, Veldhoven          | 4500+              | Abunai! 2014: Class Dismissed!                 |
| 28-30 augustus 2015  | Koningshof, Veldhoven          | ± 4600             | Abunai! 2015: Sugar, Spice and Everything Nice |
| 26-28 augustus 2016  | Koningshof, Veldhoven          | 8650               | Abunai! 2016: Beyond the Stars!                |
| 25-27 augustus 2017  | Koningshof, Veldhoven          | 9200               | Abunai! 2017: History in the Making            |
| 24-26 augustus 2018  | Koningshof, Veldhoven          | 10500              | Abunai! 2018: Tales of Kitsunia                |
| 23-25 augustus 2019  | Koningshof, Veldhoven          | ????               | Abunai! 2019: High Tech, Low Life              |
| 12-14 augustus 2022  | Koningshof, Veldhoven          | ????               | Abunai! 2022: The Good, The Bad and the Cheeky |
| 11-13 augustus 2023  | Koningshof, Veldhoven          | ????               | Abunai! 2023: Summer Magic Academia            |
| 9-11 augustus 2024   | Koningshof, Veldhoven          | ????               | Abunai! 2024: Kitsune Matsuri                  |
| 8-10 augustus 2025   | Koningshof, Veldhoven          | ????               | Abunai! 2025: The First Roar                   |